# Népal Police Club
Pour les articles homonymes, voir Police Club.
Maillots
Le Nepal Police Club (en népalais : नेपाल पुलिस फुटबल क्लब), plus couramment abrégé en Nepal PC, est un club népalais de football fondé en 1952 et basé à Katmandou, la capitale du pays.
Le club appartient et est geré par la Police nationale du pays.

## Histoire
Le club est fondé sous le nom de Mahendra Police Club en 1952 d'après le nom du roi du pays Mahendra Bir Bikram Shah.
Le 1er novembre 2012, Raju Kaji Shakya est nommé entraineur du club.

## Palmarès
| Compétitions nationales                                                                                 | Compétitions internationales                     |
| --- | ------------------------------------------------ |
| - Championnat du Népal (4) : - Champion : 2006-07, 2010, 2011, 2011-12. - Vice-champion : 2003 et 2004. | - Coupe du président de l'AFC - Finaliste : 2007 |

## Personnalités du club

### Présidents
- Rabindra Pratap Shah

### Entraîneurs
- Raju Kaji Shakya (2012-?)
- Birat Krishna Shrestha

## Galerie

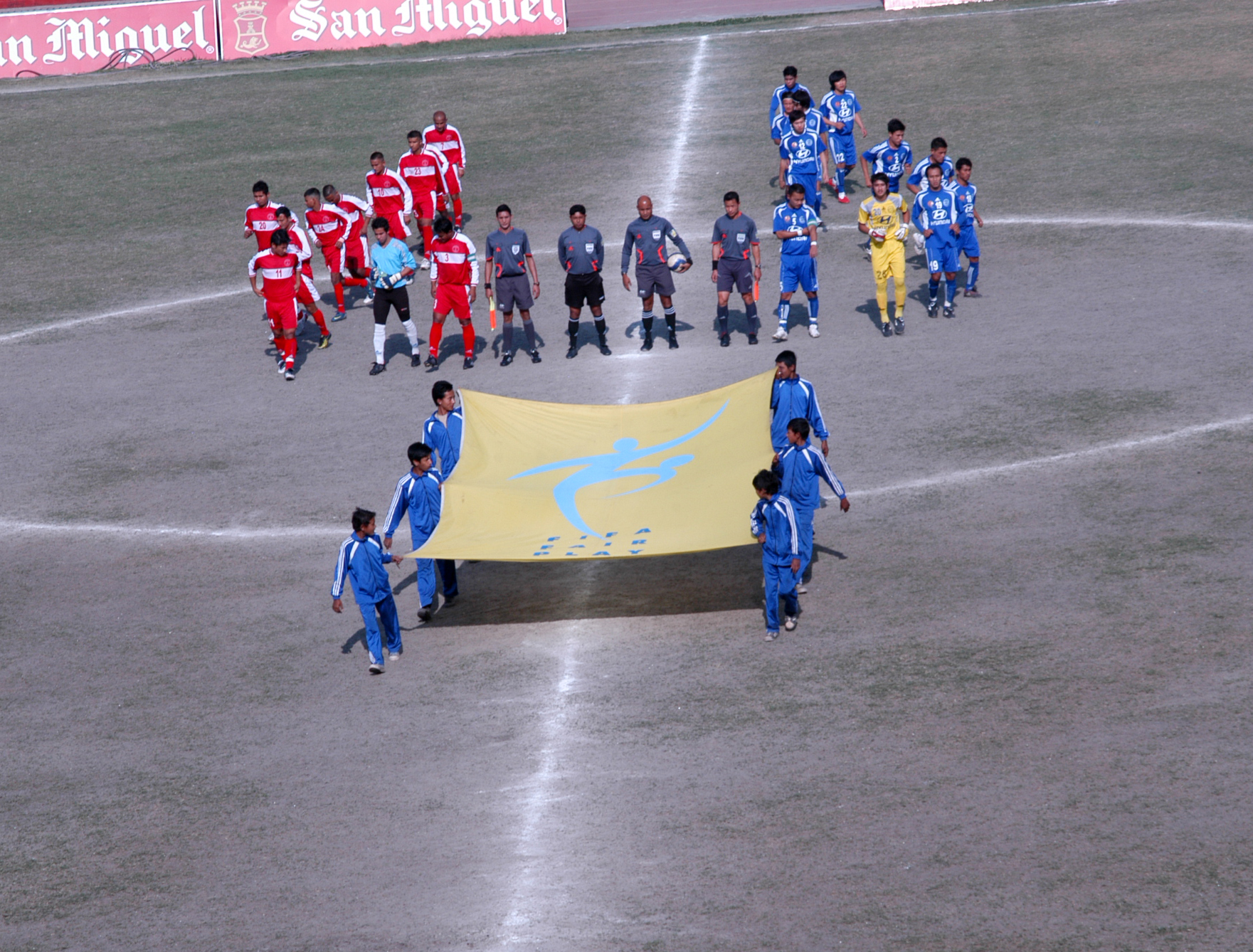
Le Nepal Police Club (en maillot rouge) lors d'un match contre le Three Star Club en 2010